# Live! At Shepherd’s Bush, London
[Live!] at Shepherd’s Bush, London ist ein Live- und Videoalbum der schwedischen Hard-Rock-Band Europe, das im Juni 2011 erschien.

## Entstehung und Veröffentlichung
Die Erstveröffentlichung von [Live!] at Shepherd’s Bush, London erfolgte am 15. Juni 2011 bei Ear Music. Das Album erschien in seiner Originalausführung als CD und Download mit 16 Titeln sowie als Deluxeausführung mit DVD (Katalognummer: 0206990ERE). Am 19. August 2011 folgte die separate Veröffentlichung als Bluray (Katalognummer: 0206992ERE) und DVD (Katalognummer: 0206991ERE). Das Videoalbum zeigt das Konzert in voller Länge, während die CD-Ausführung inhaltlich leicht gekürzt wurde: Das Schlagzeugsolo sowie die Titel The Loner (Tribute to Gary Moore) und Doghouse sind darauf nicht enthalten.
Der Livemitschnitt entstand beim Konzert vom 19. Februar 2011 im Shepherd’s Bush Empire in London (Großbritannien) und war Teil der „Balls ’n’ Banners Tour“.

## Titelliste
1. Prelude (Joey Tempest, Mic Michaeli, Tobias Lindell) – 0:52
2. Last Look at Eden (Joey Tempest, Andreas Carlsson, Europe) – 3:49
3. The Beast (Joey Tempest, John Levén, Europe) – 3:58
4. Rock the Night (Joey Tempest) – 6:21
5. Scream of Anger (Joey Tempest, M. Jacobs) – 4:35
6. No Stone Unturned (Joey Tempest, Europe) – 6:20
7. Carrie (Joey Tempest, Mic Michaeli) – 4:34
8. The Getaway Plan (Europe) – 3:53
9. Seventh Sign (Joey Tempest, Kee Marcello, Mic Michaeli) – 4:35
10. New Love in Town (Joey Tempest, Mic Michaeli, Andreas Carlsson, Europe) – 3:40
11. Love Is Not the Enemy (Europe) – 4:33
12. More Than Meets the Eye (Joey Tempest, Kee Marcello, Mic Michaeli) – 3:29
13. Always the Pretenders (Joey Tempest, John Levén, Europe) – 4:16
14. Start from the Dark (Joey Tempest, John Norum) – 4:30
15. Superstitious (Joey Tempest) – 5:56
16. The Final Countdown (Joey Tempest) – 6:18

## Chartplatzierungen
| ChartsChartplatzierungen | Höchstplatzierung | Wochen |
| ------------------------ | ----------------- | ------ |
| Deutschland (GfK)        | 61 (1 Wo.)        | 1      |

| ChartsChartplatzierungen | Höchstplatzierung | Wochen |
| ------------------------ | ----------------- | ------ |
| Österreich (Ö3)          | 10 (1 Wo.)        | 1      |
| Schweiz (IFPI)           | 6 (1 Wo.)         | 1      |